# Lotte Lenya
Lotte Lenya (o Lotte Lenja), nascuda Karoline Wilhelmine Charlotte Blamauer (Viena, Imperi Austrohongarès, 18 d'octubre de 1898 − Nova York, Estats Units, 27 de novembre de 1981), va ser una actriu i cantant austríaca nacionalitzada estatunidenca, nominada a l'Oscar a la millor actriu secundària i al Globus d'Or en la mateixa categoria per La primavera romana de la senyora Stone Stone. Va ser una de les figures més importants del Berlín de preguerra i, en el seu exili nord-americà, de l'espectacle nord-americà.
Va ser la musa inspiradora del compositor Kurt Weill, el seu marit, que la va definir així: és pèssima mestressa de casa però excel·lent actriu, no sap llegir música, però quan canta, el públic l'escolta com si estigués sentint Enrico Caruso.

## Europa
Va treballar com a ballarina i actriu a Zúric i es mudà després a l'efervescent Berlín de la República de Weimar, llavors un dels centres culturals més dinàmics d'Europa.
Va contreure matrimoni amb el compositor Kurt Weill el 1926 i va començar a participar en els drames musicals del seu espòs i del seu col·laborador Bertolt Brecht, com Aufstieg und Fall der Stadt Mahagonny de 1926 i L'òpera dels tres rals, de 1928. Lenya va ser la musa de Weill i conformaren un duo llegendari.
La parella va fugir de l'Alemanya nazi cap a París, on ella va cantar en Els set pecats capitals (Die sieben Todsünden) el 1933.

## Amèrica
Es van establir a la ciutat de Nova York el 1935 i Lenya va fer el seu debut en Der Weg der Verheißung de 1937.
Després de la mort de Weill, participa en la reestrena de L'òpera dels tres rals, i actua després en Brecht on Brecht de 1962, Mare Coratge (Mutter Courage und ihre Kinde) de 1965 i com a Fraulein Schneider en l'original Cabaret de 1962, així com en diversos films com Des de Rússia amb amor (en què va ser premiada).

## Síntesi
Les seves versions de les cançons de Weill són considerades definitives; Lenya era una cantant intuïtiva, posseïa un timbre de veu molt particular, i tot i que desafinada, el seu particular fraseig i intenció la van convertir en una espècie d'Édith Piaf alemanya.
Lenya va immortalitzar cançons com Mack the Knife, Alabama Song, Surabaya Johnny i d'altres. Continua sent el símbol berlinès per excel·lència i el referent per a cantants de l'època com Greta Keller, Gisela May, Hildegard Knef i Marlene Dietrich.
El seu estil ha estat imitat per cantants d'avui com Ute Lemper i la soprano Teresa Stratas, que va gravar les últimes cançons inèdites de Weill a petició de Lenya.

## Discografia de referència
- Lotte Lenya Sings Kurt Weill's The Seven Deadly Sins
- Lotte Lenya Sings American & Berlin Theater Songs of Kurt Weill
- Lotte Lenya/Gisela May - Theater Songs of Brecht & Weill DVD
- Lotte Lenya Sings Kurt Weill - Levine, Lenya, Armstrong
- Weill: The Threepenny Opera, Wilhelm Bruckner-Ruggeberg
- Weill: Aufstieg Und Fall Der Stadt Mahagonny, Wilhelm Bruckner-Ruggeberg

## Filmografia
- L'òpera dels tres centaus (1931) - Jenny Diver
- La primavera romana de la senyora Stone (The Roman Spring of Mrs Stone) (1965) - comtessa
- Des de Rússia amb amor (1963) - Rosa Klebb
- The Appointment (1969) - Emma Valadier
- Semi-Tough (movie) (1977) - Clara Pelf
- Übungstücke für Schauspieler (1964)
- Mutter Courage und ihre Kinder (1965) - Mare Coratge
- Ten Blocks on the Camino Real (1966) - la gitana
- Mahagonny (1980)
- Interregnum (1960) - narradora

## Premis i nominacions

### Nominacions
- 1962: Oscar a la millor actriu secundària per La primavera romana de la senyora Stone
- 1962: Globus d'Or a la millor actriu secundària per La primavera romana de la senyora Stone